# Sergio Forti
Sergio Forti (Trieste, 20 marzo 1920 – Norcia, 14 giugno 1944) è stato un militare e partigiano italiano.

## Biografia
Laureatosi giovanissimo in ingegneria navale e meccanica all'Università di Genova, si era subito impiegato alla Società cantieri navali "Dalmazia e Versilia". Tenente del genio navale durante la seconda guerra mondiale, Forti, dopo l'8 settembre 1943, raggiunse l'Appennino Umbro-marchigiano per prendere parte alla guerra di Liberazione.
Nella zona di Norcia divenne presto il comandante della formazione "Mellis", che guidò in ardite azioni di sabotaggio in Umbria, nelle Marche e in Abruzzo. Verso la metà del giugno 1944, essendosi reso conto che le truppe tedesche stavano per ritirarsi verso Nord, il giovane ingegnere progettò un'importante deviazione stradale, che avrebbe messo in gravi difficoltà gli occupanti. Si apprestò a realizzarla con altri partigiani, tra i quali erano anche due militari inglesi esperti in opere viarie. Durante il lavoro, il gruppo fu sorpreso dal nemico e Forti, per consentire ai suoi compagni di ripiegare, volle restare da solo a contrastare i tedeschi. Catturato, fu trucidato nei pressi di Norcia, dopo essere stato selvaggiamente torturato.

## Onorificenze
A Forti sono inoltre state intitolate vie a Roma, Trieste, Catania e una piazza di Norcia.